# Roche des Corbeaux
La roche des Corbeaux est un massif de grès vosgien sous la forme d'un cône à trois faces dans le prolongement du Rittempierre qui dépasse 600 mètres. 

## Description

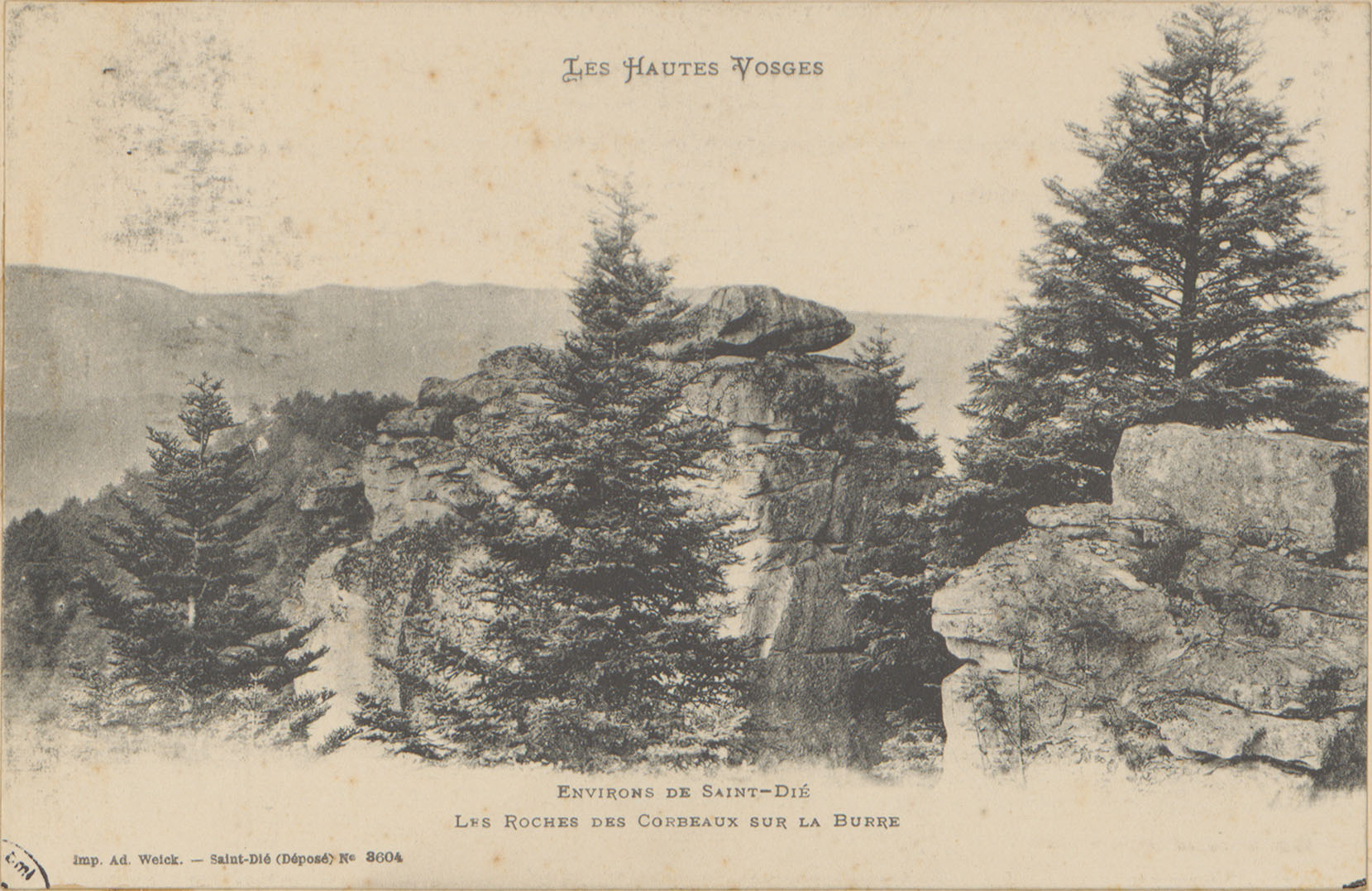
Les roches des Corbeaux
(carte postale Adolphe Weick).

Son sommet rocheux qui culmine à 669 mètres est entièrement sur le territoire de la commune de Saint-Dié-des-Vosges, ainsi que les autres versants vers le val de Robache et la dépression de la Bure. L'essentiel du versant nord appartient à Denipaire. Le sentier de grande randonnée de pays de la Déodatie balisé par le Club vosgien traverse ce territoire forestier, passant par le sommet équipé d'un belvédère.

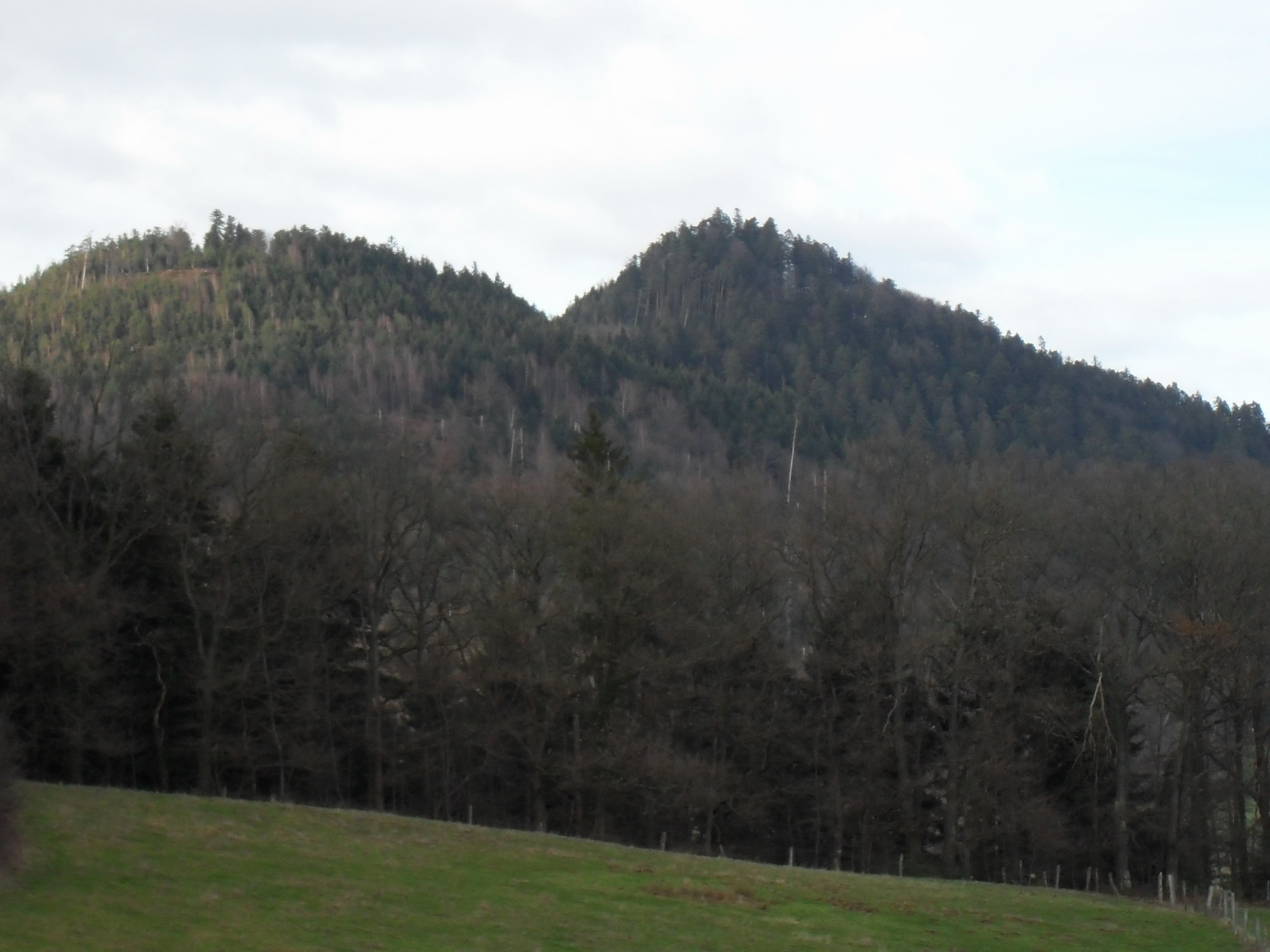
Rittempierre et la roche des Corbeaux, un couple de formes dissymétriques très facile pour le repérage ancien.

Sa forme recourbée remarquable permet de reconnaître la roche des Corbeaux dans les vallées environnantes, elle est à l'origine de son nom altéré par une incompréhension phonétique. Les deux autres lignes de faîte suivent un axe nord-est et un axe nord-ouest à partir du sommet du cône. La première rejoint le col du Bon Dieu à 562 mètres qui se situe après un parcours sinueux à l'est. La seconde descend au col de la Crenée à 550 mètres proche à moins de 300 mètres à vol d'oiseau.

## Toponymie
La roche des Corbeaux n'a aucun lien avec l'oiseau que ce soit par la tradition ou la légende ancienne. L'ancien français aide à saisir la nuance par le roc ou massif recorbeillé ou recourbé. Le lac des Corbeaux est aussi à rapprocher des courbées ou du reliefs en courbes qui caractérise les abords de sa cuvette de rétention.

## Protection
La roche des Corbeaux est un site naturel classé depuis 1910.